# Xirolívado
Xirolívado är en ort i Grekland.   Den ligger i prefekturen Nomós Imathías och regionen Mellersta Makedonien, i den norra delen av landet, 300 km nordväst om huvudstaden Aten. Xirolívado ligger 1 209 meter över havet och antalet invånare är 117.
Terrängen runt Xirolívado är kuperad västerut, men österut är den bergig. Terrängen runt Xirolívado sluttar österut. Runt Xirolívado är det ganska tätbefolkat, med 129 invånare per kvadratkilometer. Närmaste större samhälle är Véroia, 12,0 km nordost om Xirolívado. I omgivningarna runt Xirolívado växer i huvudsak blandskog.